# T.V.
T.V.（ティー・ヴィー）は、日本のロック・バンドである。のちにTV-WILDINGS（ティーヴィー・ウィリングス）にグループ名を変更。
所属レコード会社はポリスター、レーベルはGeronimo。

## メンバー
- 葛城哲哉（かつらぎ てつや）（ボーカル、ギター）
解散後、1990年からTM NETWORK（当時TMN）のサポートギタリストを務めるなど、スタジオ・ミュージシャンとして活動。
- 烏丸哲也（からすまる てつや）（ギター）
解散後、ミュージシャン業から足を洗い、YOUNG GUITARの2代目編集長を経て、2000年代前半にBARKSの編集長に就任。
- 近沢克也（ちかざわ かつや）（ベース）
- 土屋薫（つちや かおる）（ドラム）
脱退後母校の筑波大学に戻る。2014年4月より江戸川大学社会学部現代社会学科教授(参考)
- 五十嵐公太（いがらし こうた）（ドラム）
解散後、JUDY AND MARYに参加。その後、スタジオ・ミュージシャンとして活動。

## 概要・略歴
- 1986年、アルバム『Born to be wi-dol』、シングル『Born to be wi-dol/How to Debut』にてポリスターからデビュー。当初のこの頃は『ザーマスおばさん』、『ルックス命』、『いかれた女が大好き』といった一件ふざけた風にも取られかねないタイトルの楽曲と、葛城が半ば洒落で行っていた「らいとあんよ奏法」（立ったまま右足でギターを弾く）があいまってコミックバンドととられてしまうこともあった。
- 1987年、セカンドシングルとなった『All American Boy/Bad News』を最後にDrの土屋が脱退。アイドルなどのバックバンドを勤めていた五十嵐公太を2代目ドラムスに迎える。
- 1987年、CHARプロデュースのミニアルバム『Topping Voice』をリリース。この中にはファーストアルバムに収録されていた『SWEET LADY』のリメイクも含まれている(A面の最後には隠しトラックとして『第三の男』のテーマをギターで弾いたトラックも収録されている)。
- 1988年、セカンドアルバム『TAKIN' Voyage』をリリース。このアルバムには『ROCKNESS』や『WAITING FOR YOU』などファーストとは異なった曲がそろっている。
- 1989年、ギターの烏丸が脱退。3人組となりバンド名をTV-WILDINGSに改称する。同時にサードアルバム『NEW DAYS』をリリース。この中には五十嵐公太が初めてT.V.の為に書き下ろした楽曲『CRY MY HEART』も含まれている（この楽曲はシングル『Gimme Some Lovin'』のB面としてもリリースされた）。
- 1989年末、バンド解散。
- 1994年にはベスト盤『Best of T.V.-featuring Tetsuya Katsuragi-』がリリースされる。また、2003年には2枚組のベスト盤がリリースされ、『ToppingVoice』収録の楽曲が初めてCD化された。

## ディスコグラフィ

### シングル
- Born to be wi-dol/How to Debut
- All American Boy/Bad News
- Gimme Some Lovin'/Cry My Heart

### アルバム
- Born to be wi-dol (1986年)
- Topping Voice (1997年)
- TAKIN' Voyage (1988年)
- NEW DAYS (1989年)
- Best of T.V.-featuring Tetsuya Katsuragi (1994年)